# Fikriye
Fikriye Hanim, postumamente Zeynep Fikriye Özdinçer, (1887 – 31 de maio de 1924) era uma mulher turca. Ela era parente de Mustafa Kemal Atatürk e sua namorada. Sua morte permaneceu misteriosa.

## Vida privada
Fikriye nasceu na cidade de Lárissa, na região da Tessália, então no Império Otomano. Os historiadores concordam com o ano de seu nascimento como 1887, enquanto algumas fontes o indicam como 1897. Seu pai era Memduh Hayrettin e sua mãe era Vasfiye. Ela tinha uma irmã Jülide e um irmão mais velho Enver. Devido ao assédio das comunidades turcas pela milícia grega, a família mudou-se primeiro para Salonica, depois para o Império Otomano, e depois para Constantinopla, hoje Istambul.
Ainda é discutido se Fikriye era sobrinha de Mustafa Kemal (1881–1938), de 1934 em Mustafa Kemal Atatürk. Afirma-se que seu pai Memduh Hayrettin é irmão de Ragıp Bey, o segundo cônjuge da mãe de Mustafa Kemal, Zübeyde Hanım.
Certo é que ela falava grego e francês e tocava piano e oud.

## Relação emocional
Fikriye conheceu Mustafa Kemal em Salonica quando ela era jovem. Ela o encontrou novamente em Istambul, para onde se mudou antes das Guerras dos Bálcãs (1912–1913), e novamente um ano depois da guerra. Ela desenvolveu um relacionamento emocional com sua prima. No entanto, eles se encontraram esporadicamente devido ao envolvimento de Mustafa Kemal em batalhas durante a Primeira Guerra Mundial e a Guerra da Independência da Turquia (1919–1922). Durante este tempo, seus pais e sua irmã morreram um por um. Fikriye decidiu ir a Ancara para encontrar Mustafa Kemal, que liderava o Movimento Nacional Turco em Ancara. Istambul estava ocupada e sob administração militar dos Aliados da Primeira Guerra Mundial. Ela navegou para Karadeniz Ereğli no Mar Negro e depois chegou a Ancara por Castamonu. Ela conheceu Mustafa Kemal e morou com ele por algum tempo na direção da construção da Turkish State Railways, que Mustafa Kemal usava como residência e sede. De acordo com algumas fontes, eles se casaram pela prática marital islâmica - nenhum casamento civil estava em uso naquela época -, e isso foi mantido em segredo do público. Afirma-se que a mãe de Mustafa Kemal, Zübeyde Hanım (1856–1923) e sua irmã Makbule (1885–1956), foram desde muito tempo contra um relacionamento entre os dois. Durante a Batalha de Sakarya (23 de agosto - 13 de setembro de 1921), Mustafa Kemal Pasha, comandante das tropas turcas, ordenou a Ancara da linha de frente que seu cheque de pagamento fosse entregue a Fikriye. Em 28 de agosto de 1922, Mustafa Kemal Pasha enviou um telegrama a Ancara da linha de frente da Grande Ofensiva (26 de agosto - 18 de setembro de 1922), no qual resumia a situação vitoriosa da batalha para sua mãe e Fikriye.
Após a recaptura de Esmirna ocupada pelos gregos em 9 de setembro de 1922, Mustafa Kemal conheceu Latife, um membro de uma família rica que estudou no ocidente. Enquanto isso, Fikriye foi enviado a Munique, Alemanha, para tratamento de doenças respiratórias. Mustafa Kemal, casou-se com Latife em 29 de janeiro de 1923 em Ancara. Ele se tornou o primeiro presidente da Turquia após a proclamação da República em 29 de outubro de 1923. Quando Fikriye soube do casamento de Mustafa Kemal, ela fugiu do sanatório em Munique e voltou à Turquia para ver Mustafa Kemal em Ancara. Ela foi para Ancara, embora Mustafa Kemal tenha enviado um telegrama dizendo que "ele não permite que ela venha para Ancara porque ela voltou para a Turquia sem o conhecimento dele."

## Morte misteriosa
Fikriye foi ferida por uma arma de fogo em frente à Mansão Çankaya, residência oficial do presidente Mustafa Kemal Atatürk, em 21 de maio de 1924. Ela morreu após nove dias no Hospital Estatal de Ancara, em 31 de maio. O promotor iniciou uma investigação para esclarecer a causa de sua morte. A investigação foi prescrita após 30 anos, mas foi duas vezes ampliada para 30 anos cada. Após 90 anos, ele finalmente diminuiu, deixando o caso misterioso, seja suicídio ou homicídio.
O local do enterro dela é desconhecido.